# 사카키바라온센구치역
사카키바라온센구치역(일본어: 榊原温泉口駅)은 일본 미에현 쓰시에 위치한 긴키 닛폰 철도 오사카 선의 철도역이다. 역 번호는 D 57이며, 상대식 승강장 2면 2선의 구조를 갖춘 고가역이다.

## 타는 곳
| 1 | D 오사카 선 | 하행 | 이세나카가와 · 도바 · 가시코지마 · 욧카이치 · 나고야 방면 |
| 2 | D 오사카 선 | 상행 | 오사카 · 고베 · 나라 · 교토 방면                          |

## 이용 현황
| 연도   | 1일 평균 승차 인원 |
| ------ | ------------------ |
| 1997년 | 1,294              |
| 1998년 | 1,235              |
| 1999년 | 1,210              |
| 2000년 | 1,188              |
| 2001년 | 1,156              |
| 2002년 | 1,107              |
| 2003년 | 1,010              |
| 2004년 | 948                |
| 2005년 | 935                |
| 2006년 | 903                |
| 2007년 | 870                |
| 2008년 | 814                |
| 2009년 | 776                |
| 2010년 | 760                |
| 2011년 | 729                |
| 2012년 | 697                |
| 2013년 | 669                |
| 2014년 | 627                |
| 2015년 | 630                |

## 역 주변
- 사카키바라 온천
- 루브르 조각 미술관
- 이노쿠라 온천

## 인접 역
| 긴키 닛폰 철도 D 오사카 선               | 긴키 닛폰 철도 D 오사카 선 | 긴키 닛폰 철도 D 오사카 선         |
| ---------------------------------------- | -------------------------- | ---------------------------------- |
| D53 아오야마초 오사카우에혼마치 방면     | ■ 쾌속급행                 | 이세나카가와 D61 이세나카가와 방면 |
| D56 히가시아오야마 오사카우에혼마치 방면 | ■ 급행                     | 이세나카가와 D61 이세나카가와 방면 |
| D56 히가시아오야마 오사카우에혼마치 방면 | ■ 보통                     | 오미쓰 D58 이세나카가와 방면       |